# Vibrátor (sexuální pomůcka)

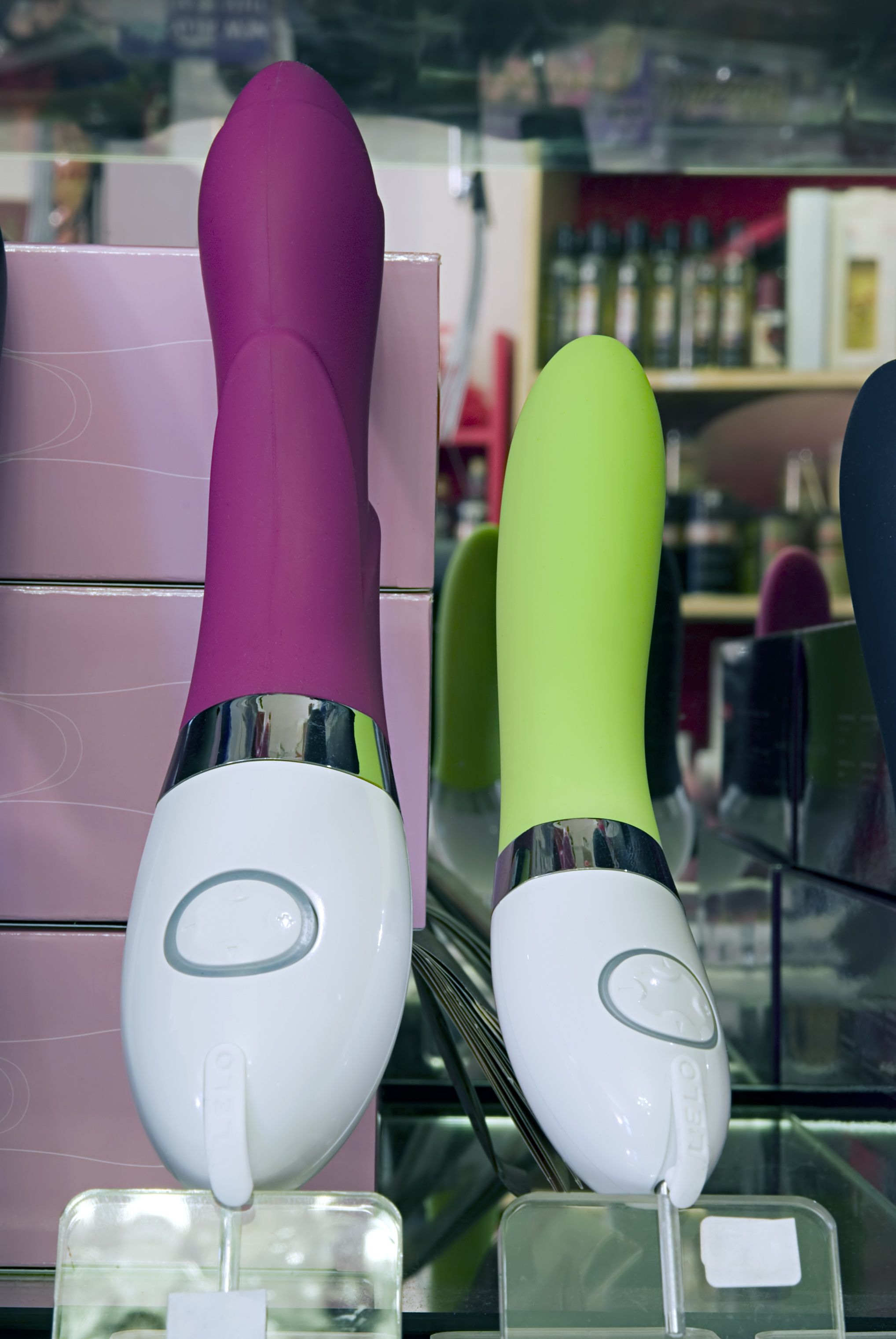
Dva vibrátory v sex shopu, 2009

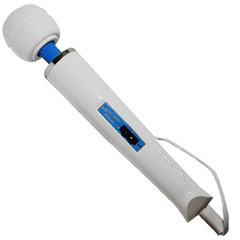
Japonský masážní vibrátor Hitachi Magic Wand se vyrábí již od roku 1968

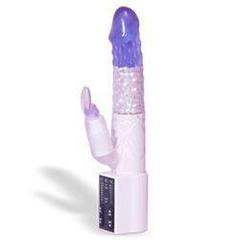
Vibrátor typu „rabbit“, tvarem připomínající králičí uši, dosáhl věhlasu poté, co se v srpnu 1998 objevil v seriálu Sex ve městě

Vibrátor (v češtině označován také jako robertek) je erotická pomůcka, nejčastěji používaná při ženské masturbaci nebo jako doplněk (zpestření) u pohlavního styku. Jedná se o imitaci mužského penisu, která je více či méně věrná své předloze. Pro zvýšení příjemných prožitků vibruje. Varianta bez vibrací se nazývá dildo.

## Historie
Ženská erotická pomůcka byla sice popisována (nebo spíše naznačována) i v některých starověkých, především asijských, pramenech, ale veřejněji se o ní začalo vědět až v souvislosti s erotickými příběhy novověku. Podle všeho měly různé napodobeniny mužského údu také možnost plnění teplým mlékem, což mělo navodit dokonalejší dojem. Některé napodobeniny penisu byly velmi detailní, včetně nápodoby ochlupení. Existovaly (a stále existují) také robertky přímo určené pro akt dvou žen, s tím, že jedna si napodobeninu připevní – například řemínky.
Současné vibrátory prošly mnoha inovacemi také vzhledem k osvětě a změně postavení ženy ve společnosti. O jeho výhodách a dokonce potřebě k duševní rovnováze single žen se hovoří velmi otevřeně. Technický pokrok nabídl možnosti, jak „robertka“ používat dlouhodobě, třeba v rámci několika hodin a při běžném všedním životě, i s vibracemi. Původně byly k navození stavu vzrušení a očekávání používány pouze Venušiny kuličky, robertek však poskytuje komplexnější stimulaci.[zdroj?]
Samotný název „robertek“ je ryze český. Podle jedné legendy vznikl v souvislosti s celní prohlídkou a nálezcem předmětu. Jiná legenda ho zase dává do spojitosti s „podnikáním“ jedné manželky pracovníka zahraničního obchodu za socialismu. Manžel – vlastním jménem Robert – dovážel své ženě různé typy vibrátorů a ta je nejdříve půjčovala svým přítelkyním a posléze si z toho udělala tehdy „docela výnosný“ obchod, který neušel pozornosti bdělého souseda, který ji udal na policii. Tehdy se to rovnalo nezákonnému obohacování. O události vyšel v novinách fejeton, který název „robertek“ popularizoval.

### Kniha „Technologie orgasmu“
V roce 1999 vydala Univerzita Johnse Hopkinse knihu The Technology of Orgasm („Technologie orgasmu“) Rachel Mainesové. Kniha zaznamenala značný ohlas, tvrzení z ní přejímala populární média, mnohdy bez udání zdroje, a byly podle ní dokonce natočeny dva filmy (dokumentární Passion and Power: The Technology of Orgasm (2007) a hraný Vrtěti ženou (původní název Hysteria, 2011).
Ústřední teze knihy tvrdí, že lékaři od starověku zcela běžně používali k léčbě hysterie u žen masáž pochvy s cílem vyvolat orgasmus (a že zmechanizování tohoto úkonu výrazně zvýšilo počet pacientů, které mohl lékař za den obsloužit). Tuto tezi však někteří historikové zpochybnili s tím, že pro tak zásadní tvrzení chybějí důkazy. Kingová také upozorňuje na ne vždy korektní interpretaci starověkých zdrojů. Mainesová ovšem sama na několika místech své knihy uvádí, že jde jen o hypotézu; za široké rozšíření této představy mohou i nekritická média.

## Typy vibrátorů dle způsobu použití
Dělení vibrátorů dle jejich způsobu použití:
- Vaginální – vibrátory všech tvarů a velikostí.
- Vaginální s drážděním G-bodu – vibrátor je zahnutý pro lepší stimulaci bodu G.
- Pro dvojí penetraci (anál a pochva zároveň).
- Anální – vibrátory často disponují zátkou, která vibrátoru zabraňuje vklouznout dovnitř až za svěrač.
- Rabbit – umožňují současně stimulovat vagínu i dráždit klitoris (pomocí výstupku, tykadélek nebo stimulátoru na bázi vzduchových vln).
- S dvojí/trojí stimulací – také stimulují několik erotogenních zón současně nebo nezávisle – např. sybian. Vibrátory s trojí stimulací zahrnují i anální oblast.
- Dráždítka na klitoris – mohou být v podobě „vibračních kalhotek“, nebo mini-vibrátorů určených speciálně pro dráždění klitoridy.
- Dilda – nemají vibrace; v seznamu uvedeny pouze pro úplnost.
- Párové vibrátory – určené pro dráždění během pohlavního styku.[6]
- Pulzátory – vibrátory simulující pohyb dopředu a dozadu, napodobující pohyb při milování.
- Prstové vibrátory – nasazují se na prst.
- Vibrátory s elektrostimulací – kombinují vibrace a elektrostimulaci zároveň.
- Vibrátory s technologií tlakových vln (Satisfyer, Womanizer) – stimulují poštěváček působením podtlaku a vzduchových rázů.[7][8]

## Materiály
Pro výrobu vibrátorů se používají následující materiály:
- Silikon – je nejpoužívanějším materiálem na výrobu erotických pomůcek. Vyznačuje se hedvábně jemným omakem a perfektně se udržuje v hygienické čistotě. Silikon není porézní materiál, a proto se ve vysoké kvalitě používá v lékařství. Zajímavostí je, že kvalitní silikon nehoří.
- ABS – tvrdý a nepoddajný plast, není porézní a perfektně se udržuje v hygienické čistotě. Často je výrobek potažen vrstvou zdravotně nezávadného polyuretanu.
- TPE, TPR – termoplastický elastomer se používá v různých směsích, protože se jím dá velice dobře napodobit lidská pokožka. Materiál je velmi porézní a je potřeba dbát na jeho dezinfekci.
- Gel (jelly) – se již na výrobu vibrátorů téměř nepoužívá. Je to velmi porézní materiál, který se změkčuje různými chemikáliemi, které mohou být toxické pro lidskou tkáň.
- Sklo – se dá považovat za neporézní materiál a z toho důvodu je velmi hygienickým materiálem. Bohužel se nedá dost dobře zkombinovat s elektronikou, a proto se z něho vibrátory běžně nedělají.
- Latex – hodně pružný a poddajný materiál. Může však způsobovat alergické reakce, nevýhodou je také jeho typická vůně. Kvůli své poréznosti vyžaduje pečlivou údržbu.

Testy provedené po roce 2000 ukázaly, že erotické pomůcky se stále vyrábějí z měkčeného PVC, které může obsahovat DEHP a další ftaláty, přičemž množství změkčovadel v některých případech tvořilo i 10 až 55 % hmotnosti výrobku. V roce 2020 spotřebitelské testy v laboratoři prokázaly uvolňování menšího množství těkavých organických látek a siloxanů ze silikonových vibrátorů.

## Zdravotní hledisko
Po každém použití je třeba erotickou pomůcku vyčistit pomocí teplé vody a neparfémovaného mýdla; obzvláště důležité je to při sdílení pomůcek. Při jejich používání partnery lze také preventivně použít kondomy, aby se zabránilo šíření pohlavně přenosných chorob a jiných infekcí. Vibrátory vyrobené z PVC kondom degradují a poškozují, což může vést až k jeho roztržení. Silikonové výrobky jsou v tomto ohledu bezpečnější a lze je s kondomem použít.